# Juliette
Juliette Freire Feitosa (Campina Grande, 3 de dezembro de 1989) é uma advogada, maquiadora, cantora, apresentadora, influenciadora digital e empresária brasileira. Ficou nacionalmente conhecida por vencer a vigésima primeira edição do reality show Big Brother Brasil, com 90,15% de votos.

## Biografia
Nascida em Campina Grande, Paraíba, Juliette é filha de uma cabeleireira e um mecânico. Além de quatro irmãos homens, tem uma irmã já falecida em decorrência de um acidente vascular cerebral (AVC). Juliette teve uma infância humilde no bairro do Pedregal, ajudando sua mãe em um salão de beleza. Apesar de ter começado a gravar músicas gospel na adolescência enquanto frequentava uma igreja evangélica, desistiu de uma carreira musical por questões financeiras e retornou ao catolicismo.
Após tentar cursar Letras, Juliette foi aprovada em Medicina, mas decidiu estudar Direito na Universidade Federal da Paraíba (UFPB), formando-se em 2017. Durante a faculdade, estagiou na Defensoria Pública da União, no Tribunal de Contas da Paraíba e em um escritório de advocacia. Tornou-se, em seguida, advogada. Também trabalhou como maquiadora e foi sócia de um estúdio de maquiagem que fechou devido à pandemia de COVID-19.

## Carreira

### 2021:Big Brother Brasile primeiro EP

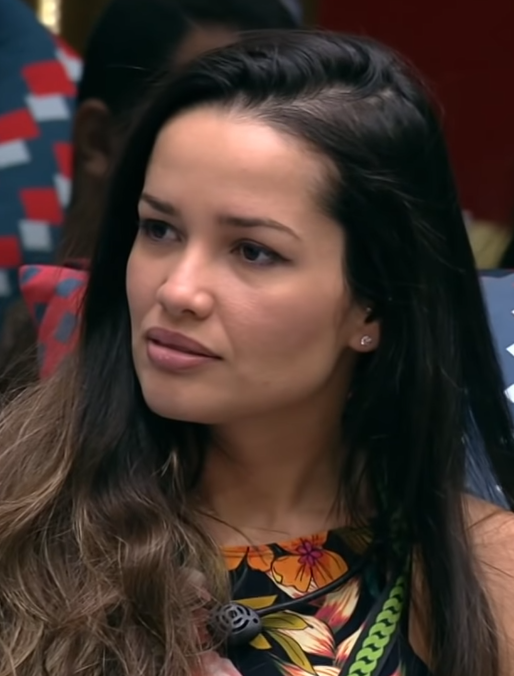
Juliette no Big Brother Brasil 21 (2021)

Em 2021, foi escolhida para a vigésima primeira temporada do Big Brother Brasil. Uma das participantes do grupo "Pipoca", destinado aos candidatos anônimos que se inscreveram, recebeu imunidade na primeira semana em decorrência de votação popular. No início da temporada, parte do público considerou que Juliette era rejeitada e excluída pelos demais participantes, o que fez ganhar rapidamente apoio de muitos telespectadores. De acordo com Alana Villela, assessora de comunicação, o perfil de oprimida e formadora de opinião de Freire "arrebata o público que se reconhece nessa jornada ‘heroica’." Outras análises sobre o "fenômeno Juliette Freire" citaram seu carisma, personalidade forte, empatia e "características nordestinas".
Nas redes sociais, os perfis de Freire cresceram de forma exponencial, transformando-a em um "sucesso histórico na internet", segundo classificação do jornal Metrópoles. No Instagram, sua conta passou de pouco mais de três mil seguidores para vinte milhões em 11 de abril de 2021, ultrapassando celebridades como Madonna e Ricky Martin. No final de março, bateu o recorde mundial no Instagram de foto a alcançar o primeiro milhão de curtidas em menos tempo: seis minutos. Anteriormente, o recorde pertenceu a Billie Eilish e Selena Gomez. O engajamento ao todo de sua conta no Instagram foi igualmente considerável, superando Ariana Grande, mas perdendo para Kylie Jenner. No dia 26 de maio de 2021, aproximadamente três semanas após sair do Big Brother Brasil, Juliette alcançou o posto de ex-participante do reality com mais seguidores na plataforma.
Antes de ingressar no BBB, deixou a gestão de suas redes sociais para um grupo de amigos. A equipe cresceu para mais de quinze pessoas e incluiu profissionais com experiência no campo da comunicação, como jornalistas, redatores e designers. No início de abril, sua equipe contratou a empresa Sou BPMCom para cuidar de sua assessoria de imprensa. Comentando sobre as redes sociais de Freire, o publicitário Caio Braga argumentou: "a equipe de marketing da Juliette já se tornou o maior case de gestão de marca do ano de 2021 e, certamente, um dos mais assertivos dos últimos anos, catapultando também o crescimento da audiência do BBB."

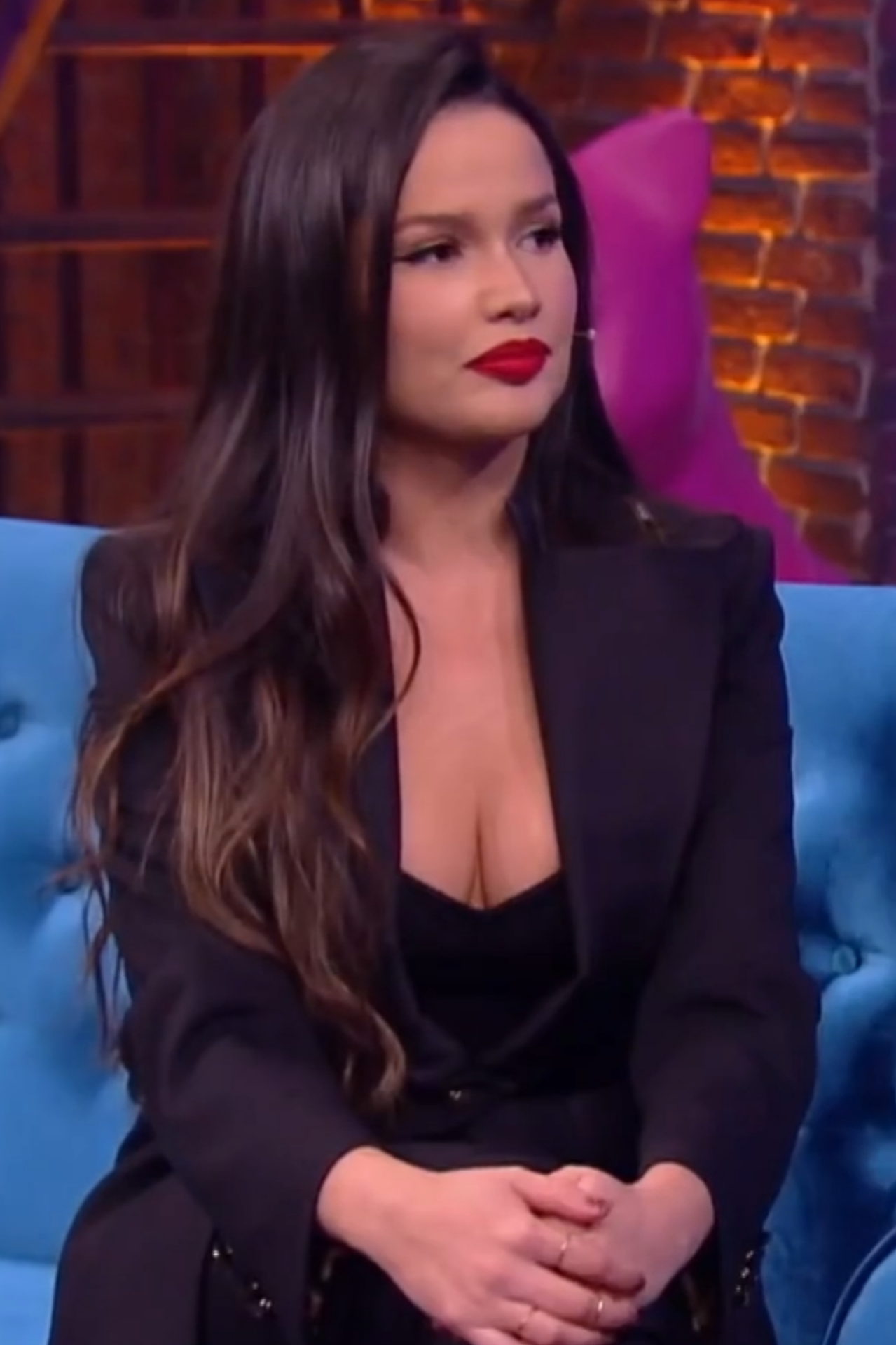
Juliette em entrevista para Lady Night (2021)

Em 5 de maio, foi declarada vencedora da vigésima primeira temporada do Big Brother Brasil com 90,15% dos votos, superando Camilla de Lucas (5,23%) e Fiuk (4,62%). É, até hoje, a participante campeã com a maior quantidade de votos absolutos em toda a história do programa (570 milhões). 
Logo após sua participação no BBB, Freire tornou-se uma das 25 personalidades brasileiras mais seguidas na rede social Instagram. O engajamento foi considerado "impressionante", por isso tida como um "fenômeno digital". Segundo Elis Monteiro, especialista em marketing digital, o sucesso das redes sociais de Freire não se dá apenas por ela ter participado da edição do reality show, mas sim de um trabalho profissional da equipe que gerencia os perfis.
Um mês após o fim do Big Brother Brasil 21, em 3 de junho, Juliette fechou contrato com a TV Globo e se tornou embaixadora da plataforma de streaming Globoplay. Em junho, a mesma plataforma lança uma série documental sobre a sua vida antes, durante e após o BBB 21, intitulada Você Nunca Esteve Sozinha: O Doc de Juliette.
Juliette assinou com a Rodamoinho Records, em parceria com a Virgin Music Brasil, e anunciou em agosto que lançaria seu primeiro extended play, autointitulado, com seis canções. Na véspera do lançamento, o EP já havia batido recorde de pre-saves nacional no Spotify, com 222 mil inscrições. Em todas as plataformas, havia cerca de 600 mil inscritos. Juliette foi lançado no dia 2 de setembro de 2021 para download digital e streaming.

### 2022–2023:CaminhoeCiclone

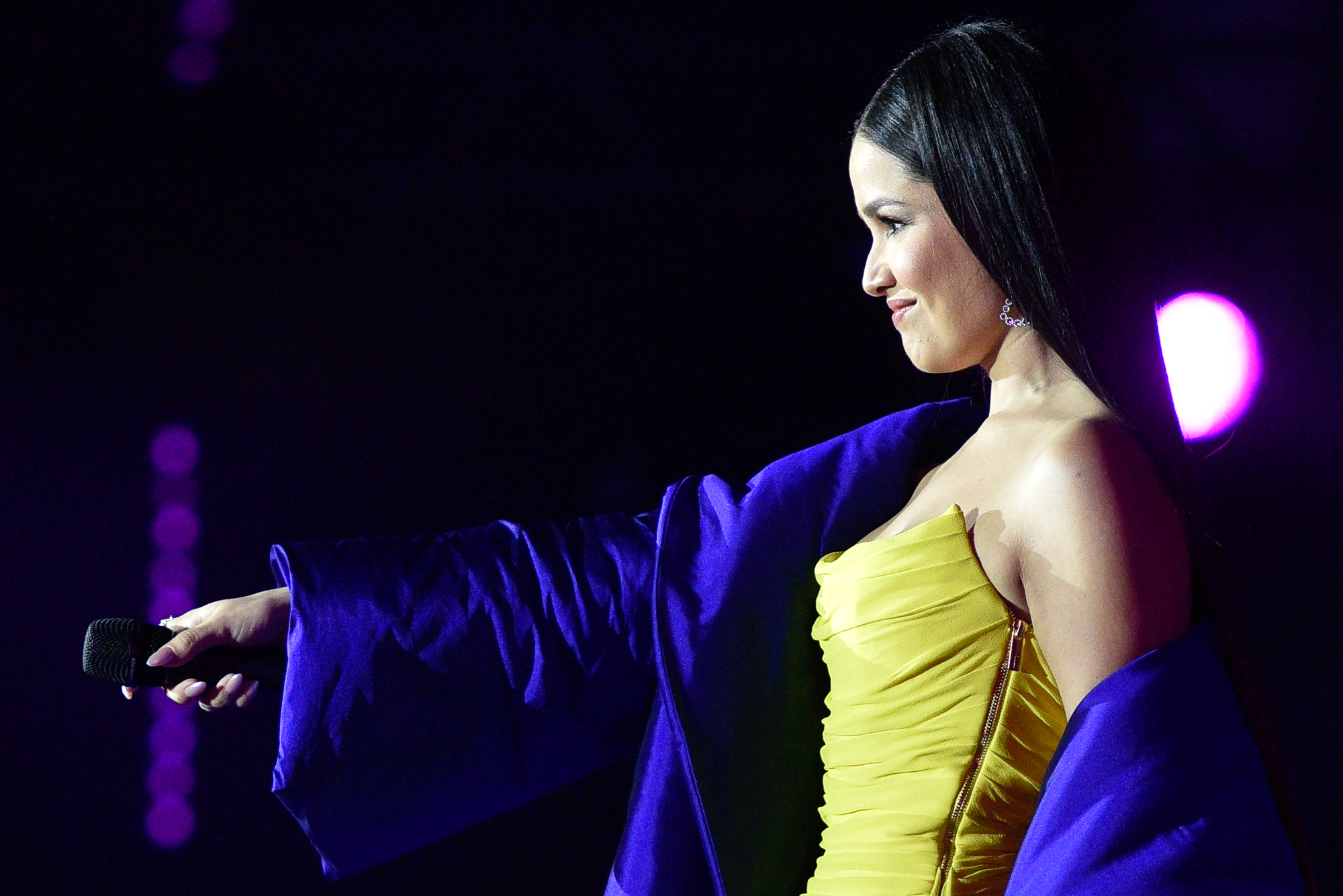
Juliette durante a Celebração Cultural e Artística do Bicentenário da Independência do Brasil (2022)

Em 28 de julho de 2022, a cantora lançou seu primeiro álbum ao vivo, intitulado Caminho (Ao Vivo). Em novembro de 2022, Juliette anunciou que entraria para o elenco do programa Saia Justa Verão do canal GNT como parte da banda musical da atração. Participou do quinto episódio do programa Caravana das Drags do Prime Video como jurada convidada.
Em 25 de maio de 2023, Juliette lança "Sai da Frente", primeiro single de seu álbum de estúdio de estreia. Em 6 de julho, Juliette lança "Tengo", segundo single do álbum. Em 3 de agosto, Juliette lançou com a cantora e compositora Marina Sena a canção "Quase Não Namoro", o terceiro single de seu primeiro álbum de estúdio.

## Vida pessoal
Em 13 de dezembro de 2023, assumiu publicamente seu relacionamento com o atleta de crossfit Kaique Cerveny, com quem já estava se relacionando desde abril.

## Prêmios, honrarias e homenagens

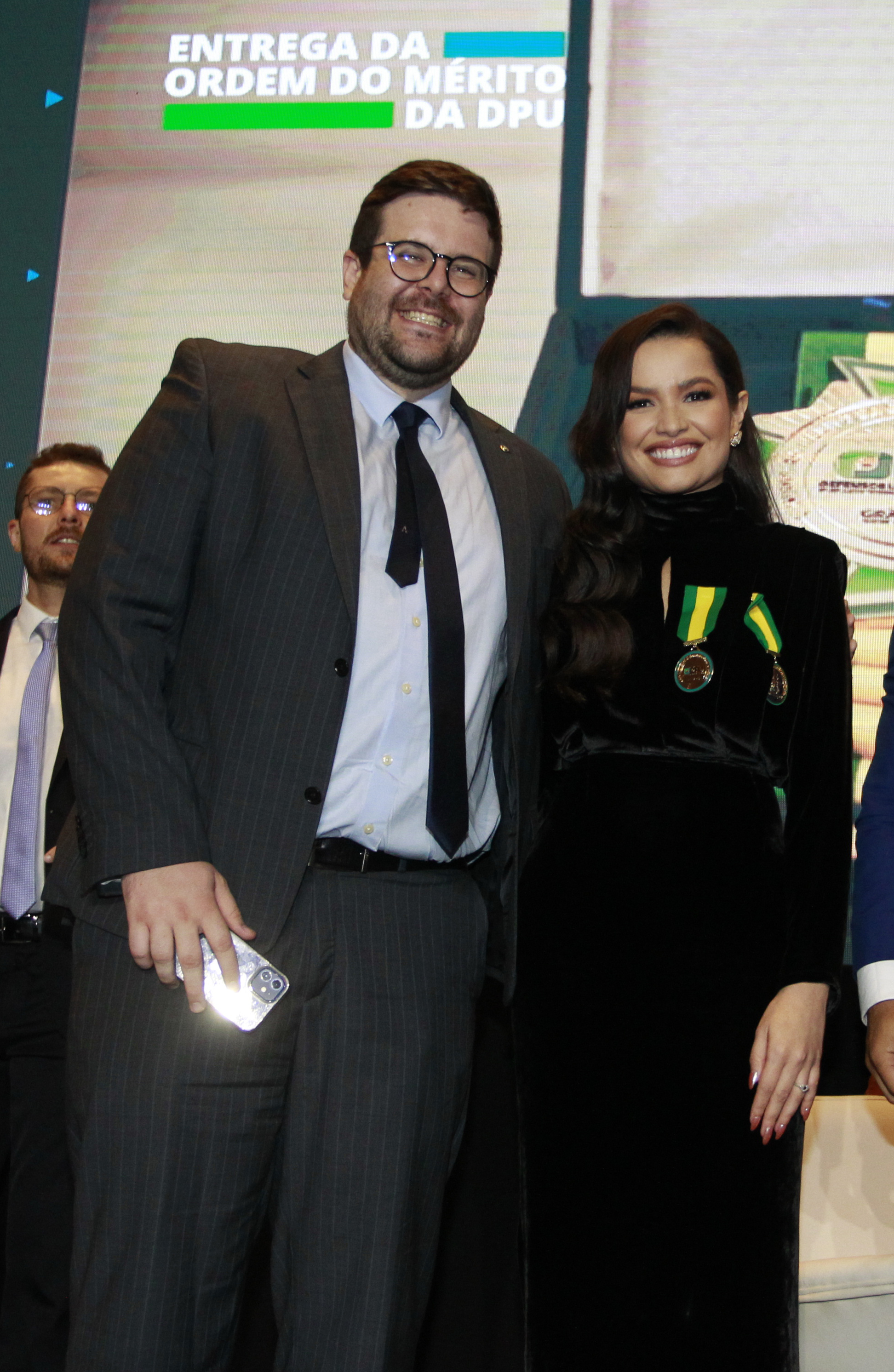
Juliette recebe homenagem da Defensoria Pública da União (2022)

Em 6 de abril de 2021, foi homenageada pela Câmara Municipal de João Pessoa, sob a justificativa de que valorizava a Paraíba e a capital estadual para todo o Brasil, bem como suas raízes, cultura e costumes nordestinos. Após aprovação unânime dos vereadores, recebeu o Voto de Aplauso. Além disso, com o parecer favorável da Comissão de Constituição e Justiça do legislativo de João Pessoa, também tramita o Projeto de Decreto Legislativo nº 8/2021, que prevê a concessão do Título de Cidadã Pessoense à advogada.
Outros câmaras de municípios da Paraíba também prestaram a homenagem, como a Câmara Municipal de Bayeux e a Câmara Municipal de Campina Grande.
Em 13 de abril de 2021, foi agraciada com a Medalha Epitácio Pessoa, conferida pela Assembleia Legislativa da Paraíba, em votação unânime dos deputados. Em sua justificativa, o autor da proposta argumentou: "O amor e cumplicidade de Juliette por nossa Paraíba lhe transformam na maior influenciadora personagem do nosso desenvolvimento. Ela consegue divulgar a Paraíba como destino turístico melhor do que qualquer agente público conseguiria fazê-lo." A medalha é a mais alta honraria concedida pelo parlamento paraibano.
O governador da Paraíba, João Azevêdo, destacou sua participação no reality show e reconheceu sua importância na divulgação do estado: "À Juliette, os nossos parabéns pela vitória, mas acima de tudo o reconhecimento pela importância de contar um pouco sobre a nossa amada Paraíba para milhões de pessoas. Somos todos Paraíba!".
Vários artistas lhe prestaram homenagem. A cantora Bruna Ene escreveu a música Errante. O compositor paraibano Shylton Fernandes fez a música  Juliette, atingindo milhões de visualizações. Carlinhos Brown também lançou uma música com parceria de Jorge Zárath; a canção foi intitulada Juliette, Mon Amour. Além destas, pelo menos 24 músicas já foram gravadas com o mesmo intuito.
Em 2025 foi eleita uma das 100 maiores personalidades Paraibanas de todos os tempos, ficando na 15ª colocação.

## Discografia

### Álbuns de estúdio
| Título     | Detalhes |
| ---------- | --- |
| Ciclone    | - Lançamento: 24 de agosto de 2023 - Gravadora: Rodamoinho Records, Virgin Music Brasil - Formato(s): Download digital, streaming |
| Risca Faca | - Lançamento: 18 de abril de 2025 - Gravadora: Virgin Music Brasil - Formato(s): Download digital, streaming                      |

### Álbuns ao vivo
| Título             | Detalhes |
| ------------------ | --- |
| Caminho (Ao Vivo)  | - Lançamento: 28 de julho de 2022 - Gravadora: Rodamoinho Records, Virgin Music Brasil - Formato(s): Download digital, streaming |
| São Juão (Ao Vivo) | - Lançamento: 13 de junho de 2024 - Gravadora: Virgin Music Brasil - Formato(s): Download digital, streaming                     |

### Extended plays(EPs)
| Título   | Detalhes |
| -------- | --- |
| Juliette | - Lançamento: 2 de setembro de 2021 - Gravadora: Rodamoinho Records, Virgin Music Brasil - Formato(s): Download digital, streaming |
| Esquenta | - Lançamento: 30 de janeiro de 2025 - Gravadora: Virgin Music Brasil - Formato(s): Download digital, streaming                     |
| Farra    | - Lançamento: 20 de fevereiro de 2025 - Gravadora: Virgin Music Brasil - Formato(s): Download digital, streaming                   |

## Filmografia

### Televisão
| Ano  | Título                    | Função                   | Notas                               | Ref.   |
| ---- | ------------------------- | ------------------------ | ----------------------------------- | ------ |
| 2021 | Big Brother Brasil        | Participante (Vencedora) | Temporada 21                        | [ 91 ] |
| 2021 | Você Nunca Esteve Sozinha | Ela mesma                |                                     | [ 92 ] |
| 2021 | TVZ                       | Apresentadora            |                                     | [ 93 ] |
| 2023 | Saia Justa Verão          | Apresentadora            |                                     | [ 94 ] |
| 2023 | Caravana das Drags        | Jurada convidada         | Episódio: "Caricatas em Recife"     | [ 95 ] |
| 2023 | Viajando com os Gil       | Ela mesma                | Episódio: "Da Antimatéria ao Forró" | [ 96 ] |
| 2025 | BBB: O Documentário       | Ela mesma                |                                     | [ 97 ] |
| 2025 | Saia Justa                | Apresentadora            |                                     | [ 98 ] |

### Cinema
| Ano  | Título                    | Função    | Notas     | Ref.   |
| ---- | ------------------------- | --------- | --------- | ------ |
| 2023 | Feliz Ano Novo... De Novo | Ela mesma | Convidada | [ 99 ] |